# John Gian
John Gian, pseudonimo di Gianantonio Pozzi (Vicenza, 1949), è un poeta e artista italiano nel campo dell'arte visiva.

## Biografia
Nasce a Vicenza nel 1949. Si laurea in Architettura presso l'IUAV di Venezia nel 1973.
Durante un periodo di studio e collaborazione presso il Centro Studi e Iniziative Valle del Belice diretto da Lorenzo Barbera a Partanna, nel 1971, conosce il poeta svizzero Franco Beltrametti, al quale sarà legato da una lunga amicizia, e attraverso il quale entra in contatto con Adriano Spatola e i poeti di Tam Tam e con i principali esponenti della scena poetica americana.
In quegli anni inizia la ricerca di sperimentazione sul linguaggio e sull'immagine, partendo dalle esperienze della Beat Generation e soprattutto di William S. Burroughs. Già nei suoi primi scritti "il mondo, sia esso sociale, economico o culturale, ora dilatato in una dimensione universale e pubblica, ora ridotto alla sfera locale e privata, viene osservato con occhio critico e multiprospettico..."; il metodo da lui definito cut-up mentale in cui si condensano per associazione frammenti da libri, giornali, pensieri,  frasi intercettate dai media o per strada, immagini reali e surreali, lo porta ad esprimersi con un linguaggio che "attinge all'intera gamma dei numeri, delle lettere e dei segni grafici variandone anche la veste, fino alla pura insignificanza...". Teorizza l'approccio collettivo alla produzione artistica sintetizzato nel manifesto Concerne Produzioni Collettive: "... non interessa il prodotto individuale ma lo spazio-stimolo che si crea/riceve per l'intervento di altri", scritto nel 1977.
A Venezia, nel 1977, con Franco Beltrametti e l'artista Giovanni d'Agostino organizza P77 "la poesia è un luogo", primo festival internazionale di poesia sperimentale in Europa, al quale partecipano, tra gli altri, Giovanni Anceschi, Julien Blaine, Corrado Costa, Harry Hoogstraten, Lewis MacAdams, Mara Cini, Giulia Niccolai, Benn W. Posset, Adriano Spatola e il musicista Steve Lacy. Nello stesso anno fonda, con Armando Pajalich, "...?", rivista aperiodica internazionale di poesia e sperimentazione linguistica che uscirà con 5 numeri fino al 1981.
Invitato ad Amsterdam, al festival internazionale di poesia P78, nel 1978, conosce Ted Berrigan, William S. Burroughs, Joanne Kyger, James Koller, Tom Raworth, Nanao Sakaki, Anne Waldman.
Nel 1979, con Rita Degli Esposti che successivamente diventerà sua moglie, è negli Stati Uniti (New York, Bolinas, San Francisco, Boulder) per un lungo periodo. Frequenta Bill Berkson, Gregory Corso, Allen Ginsberg, George Schneeman, Gary Snyder. Con la performance di pittura e poesia tales by three, realizzata in collaborazione con Franco Beltrametti e Giovanni d'Agostino, partecipa a P79 - One World Poetry, Amsterdam. Tornato in Italia, con Franco Beltrametti e Rita degli Esposti, trascorre l'inverno e la primavera successiva a Sperlonga dove, in collaborazione con Giovanni d'Agostino, realizzano l'antologia Sperlonga Manhattan Express e fondano la casa editrice underground Scorribanda Productions, che avrà sede a Riva San Vitale in Svizzera fino al 1995.
Nel 1980 si stabilisce a Bologna con Rita Degli Esposti. Dal 1981 inizia a utilizzare lo pseudonimo John Gian - da una dedica fattagli da Gary Snyder in un suo libro regalato in occasione di una visita a Kitkitdize sulla Sierra. Nel 1985 si trasferisce con la famiglia a Venezia. Con Rita Degli Esposti e Francesco Giusti fonda veneziaundertide, rivista di poesia prodotta artigianalmente. Nel 1987, a Bologna, fonda con Gianni Curreli la rivista di ricerca poetica internazionale mgur-poesia. A Venezia, nel 1988, dà vita con Armando Pajalich alla casa editrice Supernova, che per dieci anni pubblicherà, in traduzione, soprattutto autori di lingua inglese tra i quali: Kathy Acker, Cid Corman, Robert Creeley, Tom Raworth e Wole Soyinka. Pubblica i primi 14 canti di -P-, la sua opera più significativa, poema-racconto autobiografico del quale Pier Franco Uliana ha scritto: "È infatti intenzione del poeta di aprire la lingua poetica al massimo d’espressività, dispiegando sì strumenti tipici delle avanguardie novecentesche, di rottura e di superamento, ma mantenendo anche un rapporto di appropriazione con la tradizione. Questa spregiudicatezza dell’impianto testuale fa di - P - un esempio non tanto della nostra miglior avanguardia postmoderna, ma di come la lettura ‘estetica’ del mondo possa e debba essere coerentemente ‘etica’ e ‘politica’, nell’autentica accezione delle due parole..." ; e Lello Voce: "... un frammentato singhiozzo, spezzettato com’è da trattini che separano le singole parole, dando, più che l’idea di una pausa, quella della difficoltà estrema delle parole, oggi, di pronunciarsi, costituirsi, collegarsi in sintassi (e dunque in ‘senso’), alludendo alla voce e abitandola, ma sottolineando la difficoltà estrema del respiro e della memoria in questo tempo di presente eterno." Nello stesso anno partecipa al convegno internazionale Postmodernism - an international literature convention all'Università di Trento.
Su invito del poeta ungherese Endre Szkarosi, nel 1992, partecipa a Polipoesys  presso l'Istituto Italiano di Cultura a Budapest e il Dipartimento di Italianistica dell'Università di Szeged. Nel 1997 è con Lello Voce coordinatore artistico del festival Veneziapoesia organizzato da Nanni Balestrini. Con Emilio Fantin e Meri Gorni, nel 1999, organizza, nell'ambito del Progetto Oreste, Padiglione Italia, 48ª Biennale d'arte di Venezia, l'evento internazionale Come ci si incontra con i poeti / Poets and People. Con Tom Raworth, nel 2001, realizza una performance a due voci per Live Poetry for Markers, alla Peggy Guggenheim Collection, nell'ambito di Markers - an outdoor banners event - 49ª Biennale d'arte di Venezia. Nello stesso anno, su invito dell'Istituto Italiano di Cultura a Budapest, partecipa alla manifestazione internazionale Avanguardie nel mondo, che fine hanno fatto. Presso l'Istituto Italiano di Cultura di Tel Aviv, nel 2003, realizza la mostra Scritture Spinate.

## Opere
Coroneo,  romanzo, (con Antonio Casaril), (North Press, 1978)
Limited Edition, (con Rita Degli Esposti), (SP&ED Press, San Francisco, U.S.A., 1979)
The angel - L'angelo, (con Rita Degli Esposti e Lewis MacAdams), (Scorribanda Productions, Riva San Vitale, Svizzera, 1980)
Tutto Nuovo Come Già Visto, (con Rita Degli Esposti), (Scorribanda, Bologna, 1984)
Cache-Cache, (con Rita Degli Esposti), (Edizioni Inedite, 1986) e (cassetta audio, V/voice ed., Svizzera, 1988)
-P-, (Supernova, Venezia, 1988)
Il Suono Vuoto, (Gnams Edizioni, Loiano (BO), 1999)
-P- (15-22), (PX3 Edizioni, Pavia, 1999)
Ultimo Quarto, (CD + libretto, ApARTe 6, 2003)
-P- (23-24), (ApArte - edizioninedite, Venezia, 2007)
Wired Scripture, (con Rita Degli Esposti e Anne Waldman), (Erudite fangs editions, 2008)
Il vuoto, il vento, la pioggia, (con Rita Degli Esposti, Coco Gordon, Anne Waldman) (edizioninedite, Venezia, 2008)
Cercando, (con Rita Degli Esposti, Louise Landes Levi, James Koller) (edizioninedite, Venezia, 2009)
-P- (25-27), (Lato Selvatico, Portiolo (MN), 2012)
tensioni - a Tom Raworth, (edizioninedite, Venezia, 2015)
-P- (1-31), (The Writer, Marano Principato (CS), 2017), ISBN 978-88-99627-41-6

## Riviste
"...?" (con Armando Pajalich), (Venezia-Bologna, 1977-1981)
mgur - poesia (con Gianni Curreli), (Bologna-Venezia, 1987-1998)
veneziaundertide (con Rita Degli Esposti e Francesco Giusti), (Venezia, 1986-2016)

## Antologia
Sperlonga Manhattan Express, (con Franco Beltrametti, Rita Degli Esposti, Giovanni D'Agostino), (Scorribanda Productions, Riva San Vitale, Svizzera, 1980)

## Traduzioni
Tom Raworth, Acqua Privata, (con Rita Degli Esposti), (Supernova Edizioni, Venezia, 1993)
Tom Raworth, Progettando il paesaggio futuro, (con Rita Degli Esposti), (Gnams Edizioni, Loiano (BO), 2000)
Jean Monod, Svolta del verde, (Gnams Edizioni, Loiano (BO), 2000)
Nanao Sakaki, Viaggiare Leggeri, (Gnams Edizioni, Loiano (BO), 2001)
Tom Raworth, Against Ruins, (con Rita Degli Esposti) (Premio Delfini, Modena, 2007)